# Guangzhou Open 2023
Il Guangzhou Open 2023, conosciuto anche come Galaxy Holding Group Guangzhou Open per motivi di sponsorizzazione, è un torneo di tennis giocato sul cemento all'aperto. È la 17ª edizione del torneo, la prima dal 2019, che fa parte della categoria WTA 250 nell'ambito del WTA Tour 2023. Il torneo si gioca al Nansha International Tennis Center di Guangzhou, in Cina, dal 18 al 23 settembre 2023.

## Partecipanti

### Teste di serie
| Nazionalità | Giocatrice        | Ranking* | Testa di serie |
| ----------- | ----------------- | -------- | -------------- |
| Polonia     | Magda Linette     | 24       | 1              |
| Cina        | Zhu Lin           | 35       | 2              |
| Germania    | Tatjana Maria     | 48       | 3              |
| Italia      | Lucia Bronzetti   | 60       | 4              |
| Spagna      | Rebeka Masarova   | 65       | 5              |
| Rep. Ceca   | Linda Fruhvirtová | 68       | 6              |
| Belgio      | Greet Minnen      | 69       | 7              |
| Stati Uniti | Claire Liu        | 70       | 8              |

* Ranking all'11 settembre 2023.

### Altre partecipanti
Le seguenti giocatrici hanno ricevuto una Wild card:
- Bai Zhuoxuan
- You Xiaodi
- Yuan Yue

La seguente giocatrice è entrata in tabellone utilizzando il ranking protetto:
- Daria Saville

Le seguenti giocatrici sono passate dalle qualificazioni:

- Harriet Dart
- Alexandra Eala
- Viktorija Golubic
- Despoina Papamichaīl
- Moyuka Uchijima
- Yang Ya-yi

Le seguenti giocatrici sono entrate in tabellone come lucky loser:
- Viktória Hrunčáková
- Jessika Ponchet

### Ritiri
Prima del torneo
- Katie Boulter → sostituita da  Clara Tauson
- Sorana Cîrstea → sostituita da  Jodie Burrage
- Wang Xinyu → sostituita da  Jessika Ponchet
- Zhu Lin → sostituita da  Viktória Hrunčáková

## Partecipanti al doppio
| Nazione     | Giocatrice         | Nazione  | Giocatrice      | Ranking* | Testa di serie |
| ----------- | ------------------ | -------- | --------------- | -------- | -------------- |
| Stati Uniti | Sabrina Santamaria |          | Jana Sizikova   | 118      | 1              |
| Giappone    | Eri Hozumi         | Giappone | Makoto Ninomiya | 139      | 2              |
| Rep. Ceca   | Anastasia Dețiuc   | Polonia  | Katarzyna Piter | 152      | 3              |
| Polonia     | Magda Linette      | Giappone | Moyuka Uchijima | 194      | 4              |

* Ranking all'11 settembre 2023.

### Altre partecipanti
La seguenti coppie di giocatrici hanno ricevuto una wildcard per il tabellone principale:
- Feng Shuo /  Tang Qianhui
- Guo Hanyu /  Jiang Xinyu

## Campionesse

### Singolare
Wang Xiyu ha sconfitto in finale  Magda Linette con il punteggio di 6-0, 6-2.
- É il primo titolo in carriera per Wang.

### Doppio
Guo Hanyu /  Jiang Xinyu hanno sconfitto in finale  Eri Hozumi /  Makoto Ninomiya con il punteggio di 6-3, 7-6(4).